# Antoni Julian Nowowiejski

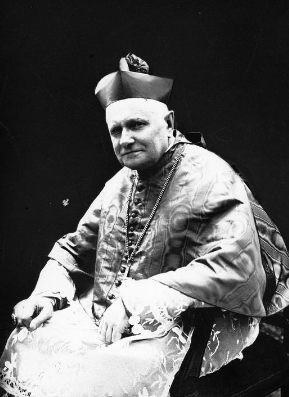
Sel. Antoni Julian Nowowiejski, Bischof von Plock

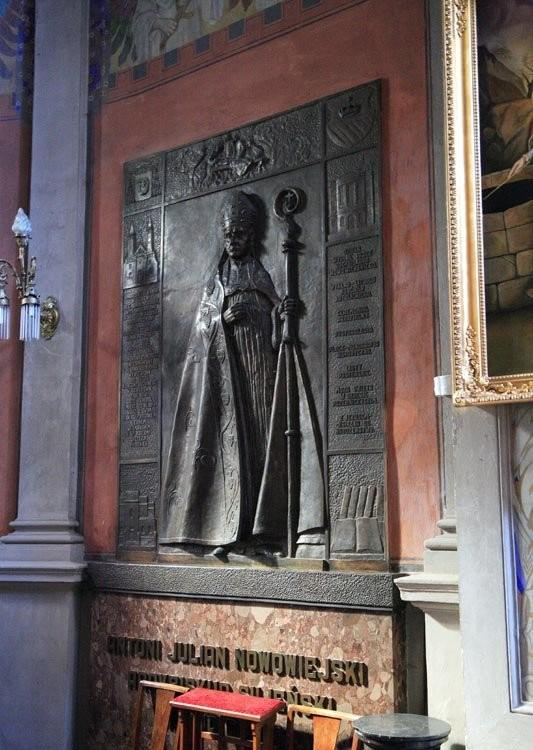
Antoni Julian Nowowiejski auf einer Skulptur in der Kathedrale von Plock

Antoni Julian Nowowiejski (* 11. Februar 1858 in Lubienia bei Opatów; † 28. Mai 1941 in Soldau) war ein polnischer römisch-katholischer Geistlicher, Erzbischof und Bischof von Płock. In der katholischen Kirche wird er als Seliger verehrt.

## Leben
Nowowiejski studierte im russischen Kongresspolen an den Priesterseminaren von Płock und Sankt Petersburg. Am 10. Juli 1881 wurde er zum Priester geweiht und war später als Regens des Płocker Priesterseminars, Domherr und Generalvikar der Diözese Płock tätig.
Am 12. Juni 1908 wurde er zum Bischof von Plock gewählt, die Bischofsweihe spendete ihm sein Amtsvorgänger Erzbischof Apolinary Wnukowski, der nach Mogiljow (Weißrussland) berufen wurde. Mitkonsekratoren waren der Bischof von Kujawien-Kalisz, Stanisław Kazimierz Zdzitowiecki, und der Bischof von Luzk, Karol Antoni Niedziałkowski.
Am 25. November 1930 verlieh ihm Papst Pius XI. den persönlichen Titel eines Titularerzbischofs pro hac vice von Silyum.
Nowowiejski erneuerte die Verwaltungsstrukturen des Bistums und beschäftigte sich ausführlich mit der Seelsorge. Gleichzeitig galt er als wichtiger Liturgiewissenschaftler, wofür er von der Universität Warschau mit der Ehrendoktorwürde geehrt wurde. Er war auch Ehrenbürger der Stadt Płock.
Nach dem deutschen Überfall auf Polen und der völkerrechtswidrigen annektierung der Region Nordmasowien an Ostpreußen wurde er verhaftet und in die Lager Słupno und Soldau gebracht, wo er an den Folgen der ihm beigebrachten Folterungen starb.
Am 13. Juni 1999 wurde er von Papst Johannes Paul II. seliggesprochen, zusammen mit weiteren 107 Märtyrern des Zweiten Weltkriegs (3 Bischöfe, 30 Priester, 7 Mönche, 7 Nonnen, 28 Laien). Der gemeinsame liturgische Gedenktag ist der 12. Juni.